# Per Höglund
Per Höglund, född 13 november 1969 i Lycksele församling, är en svensk kristen sångare, musiker och psykolog. Han är son till låtskrivaren Arne Höglund samt bror till Jan och Charlotte Höglund.
Per Höglund medverkade redan som treåring på sitt första musikalbum med sin äldre syster Charlotte. Syskonen hade framgång och släppte i rask följd sammanlagt fem album, allt inom loppet av sex år. Som tonåring släppte han ytterligare tre album, med bandet Vincent som han startade under namnet Per Höglund Band 1988. Höglund arbetar i dag som psykolog och föreläser även om föräldrarollen.

## Diskografi i urval
- 1973 – Mina gladaste sånger, medverkar på systern Charlotte Höglunds skiva
- 1974 – Mina gladaste julsånger
- 1976 – Hand i hand, med systern Charlotte
- 1978 – Charlotte & Per tillsammans (Signatur)
- 1988 – Tusen skäl ; Maskerna, Per Höglund band
- 1988 – Vingar, Per Höglund band
- 1990 – 1000 man, Vincent & Per Höglund
- 1992 – Blå, blå sommardag, Per Höglund & Vincent (singel)
- 1994 – Make it easy ; On my way, Per Höglund (singel)
- 1994 – Time Passes On[4]
- 1995 – To the river (singel)